# Глухівська фортеця
Глухівська фортеця — це оборонні будівлі, що існували у XI—XVIII століттях і були центром згадки Глухова у Іпатіївському літописі як міста Київської Русі. У 1664 році під час походу Польщі на Лівобережжя фортифікаційні укріплення Глухова витримали навалу польсько-козацько-татарської армії. 1802 року фортеця була зруйнована, оскільки втратила своє військове та стратегічне значення. Єдине, що збереглося від колишньої моці — це Київська брама.

## Історія

Малюнок-реконструкція Глухівської фортеці Г. Логвина

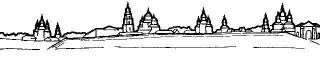
Гравюра Глухівської фортеці

Глухівська фортеця була збудована у Х-ХІ століттях для захисту від ворогів. Перша згадка про Глухів як фортецю датується 1152 роком. Спочатку укріплення були дерев'яними і розміщувалися на пагорбі лівого берегу річки Есмань.
З приходом чуми на глухівську землю 1352 року разом з населенням занепала й фортеця. Роботи з укріплення міста відновилися лише у 1635 році, коли тут панувала Польща. Після поразки у січні 1664 року під Глухівськими бастіонами польсько-татарської армії короля Яна II Казимира від російсько-козацького гарнізону міста, на Лівобережній Україні встановився лад Московської Держави. 13 серпня 1685 року ця фортеця згоріла під час пожежі. Саме після цього в місті спорудили нову величезну загальноміську фортецю, що містила 5 брам.
Ще у 1724 та 1749 роках фортецю реконструювали та відновлювали, надаючи їй нових обрисів та виду. Але в кінці XVIII століття вона остаточно втратила військове та стратегічне значення. Тому у 1802 році Глухівська фортеця була зруйнована, а 1808 року були зрівняні глибокі рови та фортечні вали.

## Опис фортеці
Міська фортеця мала вигляд земляних укріплень ламаної форми, в плані якої лежало історичне середмістя Глухова. Фортеця розміщалась на краю плато підвищеного лівого берега річки Есмані. Глухівська фортеця була обнесена з усіх боків потужними земляними валами з гарматними бастіонами та брамами. Споруджені брами укріплення називалися за напрямками головних доріг: Київська, Московська, Путивльська, Білополівська, Михайлівська. Загальна протяжність зовнішніх ліній міських укріплень була близько 2300 метрів.